# Комп'ютерне кермо

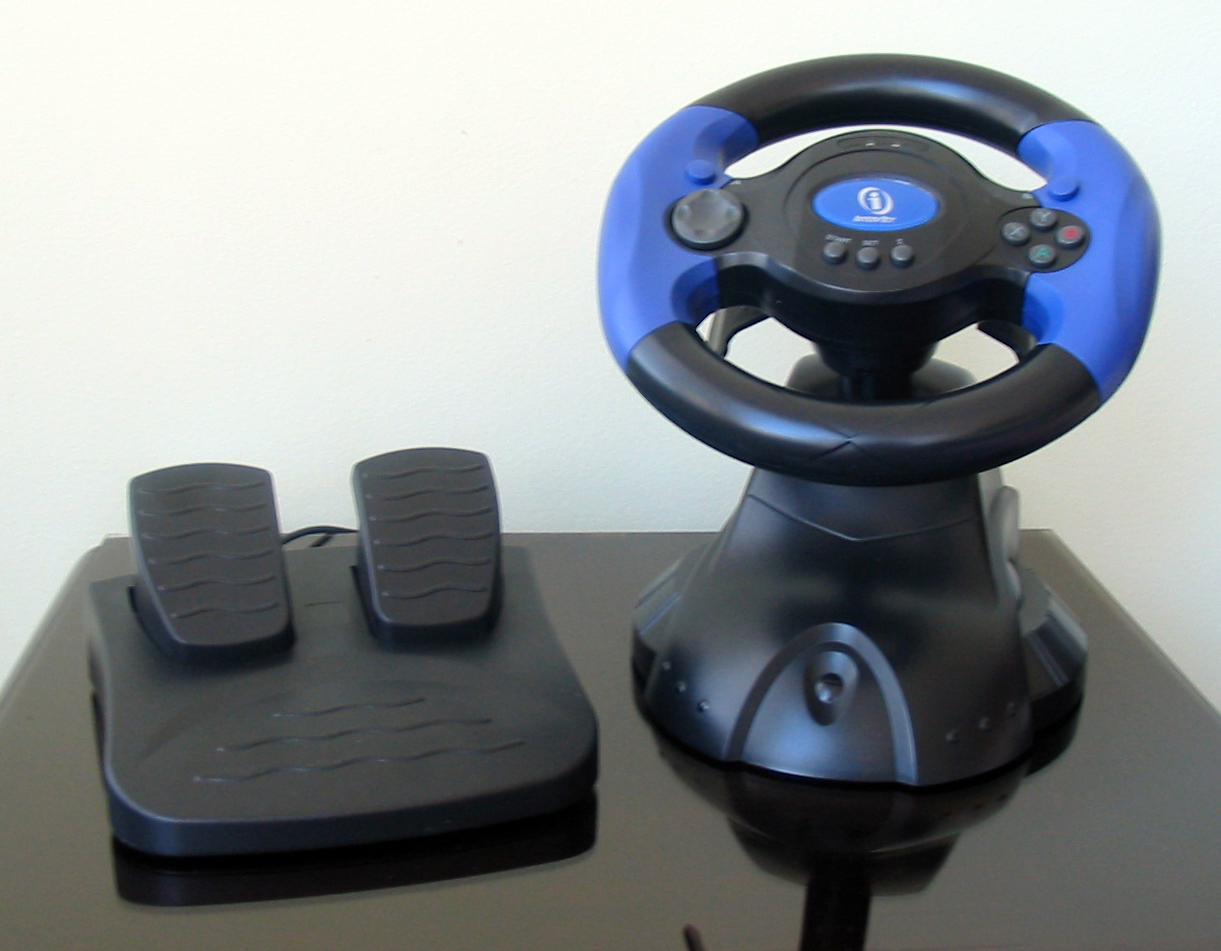
Кермо InterAct V-Thunder для GameCube

Комп'ютерне кермо́ (англ. Racing wheel) — ігровий контролер, що імітує автомобільне кермо та педалі. Застосовується для гри в комп'ютерні ігри — автосимулятори.

## Органи керування
Крім рульового колеса і двох (трьох) педалей, у комп'ютерному кермі можуть бути такі органи керування.
- Перемикання передач:
  - Послідовне — підрульовими важелями («шифтерами»), як на деяких нових спортивних автомобілях і в «Формулі-1».
  - Послідовне — окремим важелем (як в деяких класах гонок на зразок Champ Car).
  - Пряме — окремим важелем (імітує звичайну механічну коробку передач).
- Гальмо стоянки.
- Розташовані під кермом важелі ручного керування (некоректно іменовані «аналоговими шифтерами»). Дозволяють повноцінно грати без педалей (що важливо для самих маленьких); можуть також служити сурогатом педалі зчеплення.
- Додаткові кнопки, мініджойстики, тощо.
- Кнопки швидкого налаштування силової віддачі. (force feedback).

## Спадщина джойстиків
Комп'ютерне кермо є нащадком джойстика. Перші керма дійсно емулювали двовісний джойстик. Існують два рудимента того часу: якщо перший залишився лише в окремих іграх (наприклад, Grand Theft Auto 3), то другий все ще активно використовується.

### Спарені педалі
При грі на джойстику, якщо штовхнути ручку від себе, машина розганяється; якщо потягнути — гальмує. У перших кермах натискання на педаль газу імітувало рух ручки вперед; натискання гальма — назад. При одночасному натисканні двох педалей вони нейтралізували один одного. Така конструкція називається «спарені педалі».
На спарених педалях неможливі деякі прийоми екстремального водіння, яким потрібно одночасне натискання газу і гальма:
- Прийом «п'ята-носок» — на машині з несинхронізованою коробкою пілот натискає п'ятою правої ноги на газ, носком на гальмо та лівої на зчеплення, щоб за час гальмування перемкнути передачу.
- В 80-і роки водії турбонаддувної «Формули-1» використовували одночасне натискання газу і гальма, щоб підвищити тиск в системі турбонаддува в апексі повороту.
- На передньоприводних автомобілях для проходження повороту в заметі застосовують різке натиснення гальма при постійному газі укупі із заднім гальмівним балансом.

У сучасних кермах газ і гальмо є різними осями; в деяких моделях спарені педалі можна включити для сумісності зі старими іграми.

### Послідовне перемикання передач
Послідовне (англ. sequential shifting) перемикання передач (R-N-1-2-3-…) є стандартом, який ігри підтримують безумовно, оскільки для роботи в цьому режимі достатньо двох кнопок. У реальному житті на перегонових автомобілях із послідовними коробками нейтраль і задній хід включаються окремими кнопками, а не основним важелем перемикання.
Сучасні ігри починають підтримувати «пряме» (англ. direct shifting) перемикання передач: гравець, як у звичайній механічній коробці, переводить важіль на потрібну передачу. У комп'ютерних кермах високого класу буває важіль прямого перемикання на 6-7 передач (не рахуючи заднього ходу).

## Відмінність симулятора керма від реального водіння
Гравці через порт часто скаржаться на сповільнену реакцію керма порівняно з кермом звичайного автомобіля. Помічено, що при переході з ігрового порту на USB треба практично спочатку вчитися плавному керуванню.
У дешевих кермах поведінка педалі гальма сильно відрізняється від реального. Зчеплення є лише в дорогих кермах і в самих останніх іграх.
У самих іграх може бути аркадна фізика: інша реакція гри на кермо, інша поведінка force feedback'а. Практично всі ігри більш терпимі до огріхів перемикання передач, ніж реальні автомобілі.
Нарешті, водій в автомобілі відчуває перевантаження, в той час як сімрейсеру залишається сподіватися лише на зображення, звук і force feedback керма.